# Skatsvampmal
Skatsvampmal (Nemapogon picarellus) är en fjärilsart som först beskrevs av Carl Alexander Clerck 1759.  Skatsvampmal ingår i släktet Nemapogon, och familjen äkta malar. Arten är reproducerande i Sverige.